# Адрес (политика)
Адрес, также коллекти́вный адрес (фр. adresse) — в политическом смысле заявление известного числа лиц или целого объединения или корпорации; термин XVIII—XIX веков.
От петиции отличался тем, что не содержал строго формулированных желаний, по крайней мере касающихся лично подателей. Обыкновенно подавался главе государства большими конституционными органами (парламенты, ландтаги, палаты).
Чаще всего обе палаты парламента адресом отвечали на тронную речь. Подобный адрес, касаясь содержания тронной речи, заключал согласие с предлагаемой программой правительства или напротив — возражения против отдельных пунктов, иногда даже, при известных обстоятельствах, — и целой правительственной системы.
Иногда в чрезвычайных обстоятельствах парламент делает особое употребление из права подачи адреса. Так, например, рейхстаг Северо-Германского союза в заседании от 10 декабря 1870 года в своём адресе просил короля Вильгельма освятить дело объединения Германии возложением на себя императорской короны.
Во время политических движений бывали часто случаи адресов из внепарламентских кругов, особенно со стороны разных обществ и народных собраний, так называемые коллективные адресы, обращаемые или к правительству, или к представительным учреждениям страны; в них выражалось или одобрение известных действий, или совершенно противоположное.